# اللواء 190 دفاع جوي (اليمن)
اللواء 190 ميكا دفاع جوي هو لواء دفاع جوي يمني، يتبع القوات الجوية والدفاع الجوي،  يتمركز اللواء في قاعدة الريان الجوية بمدينة المكلا التابعة لمحافظة حضرموت، ضمن عمليات المنطقة العسكرية الثانية.
في 15 أغسطس 2015 أصدر الرئيس عبد ربه منصور هادي قراراً بتعيين العميد الركن أحمد حسن الحامدي قائدا للواء 190 ميكا، والعميد الركن سعيد محمد سعيد الشعملي رئيساً لأركان اللواء، والعميد الركن عبيد سعيد القرزي ركن العمليات في اللواء نفسه.